# Eddie Hernández
Eddie Gabriel Hernández Padilla (né le 27 février 1991 à Trujillo au Honduras) est un footballeur international hondurien, qui joue au poste d'attaquant au CD Olimpia.

## Biographie

### Carrière en sélection
Avec l'équipe du Honduras, il joue son premier match en 2011. Il figure notamment dans le groupe des sélectionnés lors de la Gold Cup de 2011.
Il participe également aux JO de 2012. Lors du tournoi olympique, il dispute un match contre le Maroc.